# Camelot (filme)
Camelot (br: ) é um filme norte-americano de 1967, do gênero drama musical, dirigido por Joshua Logan e com roteiro de Alan Jay Lerner, baseado em livro de T.H. White e em peça teatral de Alan Jay Lerner.

## Sinopse
O filme retrata a história de amor entre o rei Arthur e Guinevere. O rei criou os Cavaleiros da Távola Redonda, uma alta ordem de cavalheirismo no qual todos eram imbuídos do desejo de ajudar os oprimidos. Um cavaleiro francês, Lancelot Du Lac, foi se unir a esta ordem e logo se tornou o mais célebre de todos os cavaleiros. Guinevere acabou se apaixonando por Lancelot e provocando uma sucessão de conflitos no reino. 

## Elenco
- Richard Harris .... Rei Arthur
- Vanessa Redgrave .... Guinevere
- Franco Nero .... Lancelot Du Lac
- David Hemmings .... Mordred
- Lionel Jeffries .... Rei Pellinore
- Laurence Naismith .... Merlin
- Pierre Olaf .... Dap
- Estelle Winwood .... Lady Clarinda
- Gary Marshal .... Sir Lionel
- Anthony Rogers .... Sir Dinadan
- Peter Bromilow .... Sir Sagramore
- Sue Casey .... Lady Sybil
- Gary Marsh .... Tom de Warwick
- Nicolas Beauvy .... Arthur criança

## Principais prêmios e indicações
Oscar 1968 (EUA)
- Venceu nas categorias de melhor figurino, melhor direção de arte e melhor trilha sonora.
- Indicado nas categorias de melhor som e melhor fotografia.

Globo de Ouro 1968 (EUA)
- Venceu nas categorias de melhor ator - comédia/musical (Richard Harris), melhor trilha sonora e melhor canção original (If Ever I Would Leave You).
- Indicado nas categorias de melhor filme - comédia /musical, melhor atriz - comédia/musical (Vanessa Redgrave) e melhor revelação masculina (Franco Nero).